# Hamada Barakat
Pour les articles homonymes, voir Barakat.
Mohamed Hamada Barakate, est un footballeur marocain né le 22 août 1988 à Casablanca. Il évoluait au Wydad de Casablanca au poste de défenseur axial. Il portait le numéro 6.

## Biographie
Détecté à 11 ans par le Wydad de Casablanca, il gravit rapidement les échelons menant au football professionnel, et gagne le championnat junior, il rejoint l'équipe nationale du Maroc des moins de 18 ans en 2006, et c'est deux ans plus tard qu'il joue son premier match professionnel avec l'équipe première du club bidaoui.

## Carrière
- Depuis 2008 : Wydad de Casablanca  Maroc[1]

## Palmarès
- Championnat du Maroc
  - Vainqueur : 2010